# Kroksjön (Ockelbo socken, Gästrikland)
Kroksjön är en sjö i Ockelbo kommun i Gästrikland och ingår i Testeboåns huvudavrinningsområde. Sjön är 16 meter djup, har en yta på 0,404 kvadratkilometer och är belägen 266 meter över havet. Vid provfiske har abborre, gädda och siklöja fångats i sjön.

## Delavrinningsområde
Kroksjön ingår i det delavrinningsområde (676729-153468) som SMHI kallar för Utloppet av Kroksjön. Medelhöjden är 277 meter över havet och ytan är 1,56 kvadratkilometer. Det finns inga avrinningsområden uppströms utan avrinningsområdet är högsta punkten. Vattendraget som avvattnar avrinningsområdet har biflödesordning 3, vilket innebär att vattnet flödar genom totalt 3 vattendrag innan det når havet efter 77 kilometer. Avrinningsområdet består mestadels av skog (73 procent). Avrinningsområdet har 0,4 kvadratkilometer vattenytor vilket ger det en sjöprocent på 25,8 procent.